# Guiding Light
Guiding Light (conhecida até 1975 como The Guiding Light ou GL) foi um programa de televisão no formato soap opera, dos Estados Unidos da América, creditado como a mais duradoura série dramática pelo Guinness World Records, estando em atividade desde 1952. O programa foi criado em 25 de janeiro de 1937 por Irna Phillips na NBC e foi movido para a CBS em 30 de junho de 1952. Mas depois de 72 anos no ar, o drama se extinguiu em 18 de setembro de 2009 em função do declínio na audiência a cerca de 2.000.000 de telespectadores pelo capítulo, a Rede CBS informou que em abril, encerraria a novela..